# Алвус
Алвус (Alvus) в анатомията е термин описващ храносмилателния тракт по протежението му от стомаха до ануса.
От медицинска гледна точка терминът се отнася до състоянието на екскрементите съдържащи се в него. Следователно, когато човек е с диария, те се наричат alvus liquida, а когато е със запек – alvus adstricta.